# Liste des bourses africaines
Cet article fournit une liste des places boursières en Afrique. 
Les plus anciennes places africaines sont fondées à la fin du XIXe siècle : la Bourse d'Égypte remonte à 1883 et la Bourse de Johannesbourg à fin 1887.
Le continent compte deux bourses sous-régionales, la Bourse régionale des valeurs mobilières, basée à Abidjan est commune à huit pays d'Afrique occidentale, la Bourse des valeurs mobilières de l'Afrique centrale est commune à six pays d'Afrique centrale.
La bourse la plus récente est la Bourse éthiopienne, qui a ouvert ses portes en 2025.
L'African Securities Exchanges Association (ASEA) fondée en 1993, regroupe 22 des 30 bourses africaines.
Plusieurs pays importants du continent ne disposent pas de bourse.

## Liste
| Pays           | place boursière                                     | Siège                | Fondation | Cotations | Lien   |
| -------------- | --------------------------------------------------- | -------------------- | --------- | --------- | ------ |
| Afrique du Sud | Bourse de Johannesbourg                             | Johannesbourg        | 1887      | 442       | JSE    |
| Afrique du Sud | A2X Markets                                         | Johannesbourg        | 2017      | 176       | A2X    |
| Afrique du Sud | The Integrated Exchange                             | Johannesbourg        | 2017      | 16        | EESE   |
| Afrique du Sud | Bourse du Cap                                       | Le Cap               | 2017      | 12        | CTSE   |
| Algérie        | Bourse d'Alger                                      | Alger                | 1997      | 6         | SGBV   |
| Angola         | Bourse de valeurs de l'Angola                       | Luanda               | 2016      | 14        | Bodiva |
| Botswana       | Bourse du Botswana                                  | Gaborone             | 1989      | 53        | BSE    |
| Cameroun       | Bourse des valeurs mobilières de l'Afrique centrale | Douala               | 2008      | 7         | BVMAC  |
| Cap-Vert       | Bourse du Cap-Vert                                  | Praia                | 2005      | 4         | BVC    |
| Côte d'Ivoire  | Bourse Régionale des Valeurs Mobilières             | Abidjan              | 1998      | 45        | BRVM   |
| Égypte         | Bourse d'Égypte                                     | Le Caire, Alexandrie | 1883      | 266       | EGX    |
| Eswatini       | Bourse de l'Eswatini                                | Mbabane              | 1990      | 10        | SSX    |
| Éthiopie       | Bourse d'Éthiopie                                   | Addis-Abeba          | 2025      | 1         | ESX    |
| Ghana          | Bourse du Ghana                                     | Accra                | 1990      | 49        | GSE    |
| Kenya          | Bourse des valeurs de Nairobi                       | Nairobi              | 1954      | 162       | NSE    |
| Lesotho        | Bourse de Maseru                                    | Maseru               | 2016      | 1         | MSM    |
| Libye          | Bourse de Libye                                     | Tripoli              | 2007      |           | LSM    |
| Malawi         | Bourse du Malawi                                    | Blantyre             | 1995      | 16        | MSE    |
| Maurice        | Bourse de Maurice                                   | Port Louis           | 1988      | 185       | SEM    |
| Maroc          | Bourse des valeurs de Casablanca                    | Casablanca           | 1929      | 94        | CSE    |
| Mozambique     | Bourse du Mozambique                                | Maputo               | 1999      | 11        | BVM    |
| Namibie        | Bourse de Namibie                                   | Windhoek             | 1992      | 53        | NSX    |
| Nigeria        | Bourse du Nigéria                                   | Lagos                | 1960      | 328       | NGX    |
| Nigeria        | Bourse de valeurs NASD                              | Lagos                | 1998      | 26        | NASD   |
| Nigeria        | Bourse des matières premières du Nigéria            | Abuja                | 1998      |           | NCX    |
| Rwanda         | Bourse du Rwanda                                    | Kigali               | 2008      | 10        | RSE    |
| Rwanda         | Bourse d'Afrique de l'Est                           | Kigali               | 2014      |           | EAX    |
| Seychelles     | Merj Exchange Limited                               | Victoria             | 2012      | 48        | MERJ   |
| Somalie        | Bourse de Somalie                                   | Mogadishu            | 2015      | 10        | SSE    |
| Soudan         | Bourse de Khartoum                                  | Khartoum             | 1994      |           | KSE    |
| Tanzanie       | Bourse de Dar es Salaam                             | Dar es Salaam        | 1998      | 29        | DSE    |
| Tunisie        | Bourse de Tunis                                     | Tunis                | 1969      | 74        | BVMT   |
| Ouganda        | Bourse des valeurs de l'Ouganda                     | Kampala              | 1997      | 20        | USE    |
| Ouganda        | Bourse d'Afrique de l'Est ALTX                      | Kampala              | 2013      | 3         | ALTX   |
| Zambie         | Bourse de Lusaka                                    | Lusaka               | 1994      | 24        | LuSE   |
| Zimbabwe       | Bourse du Zimbabwe                                  | Harare               | 1948      | 64        | ZSE    |
| Zimbabwe       | Bourse de Victoria Falls                            | Victoria Falls       | 2020      | 15        | VFEX   |